# Магалов, Леван Луарсабович
Князь Леван Луарсабович Магалов (10 августа 1879, Тифлис — 22 августа 1926, Мюнхен) — русский военный деятель грузинского происхождения. Участник Русско-японской и Первой мировой войны. Командир Татарского конного полка Кавказской туземной конной дивизии.

## Биография
Родился в Тифлисе. Отец — князь Луарсаб Александрович Магалов (Магалашвили; 1843—1927), камергер Высочайшего Двора, неоднократно избирался предводителем дворянства Тифлисской губернии; мать — Мариам Дмитриевна Магалова (урожд. Меликова; в первом браке — замужем за князем Мамия Гуриели), внучка Соломона Теймуразовича Меликова (Меликишвили), надворного советника, дипломата, убитого вместе с А. С. Грибоедовым во время захвата российского посольства. 
Братья и сестра:  
- Дмитрий (1874—1942, Франция), супруга — Башкирова Варвара Николаевна (1893, Санкт-Петербург—1955, Ницца), дети: Александра (г.р.1909), Никита. 2-я жена — Башкирова Татьяна Николаевна (родная сестра 1-й жены), сыновья: Дмитрий (1920—1944), Леван (1928—1979).

- Александр (1878—1927, Франция), супруга — Ольга Ивановна Думбадзе, дочь И.А.Думбадзе, сын — Луарсаб (Илларион). Погиб в 1937 году во время Гражданской войны в Испании.
- Елизавета (ум. в 1975)

В 1899 году окончил Пажеский корпус. Был выпущен хорунжим в 1-й Волгский полк Терского казачьего войска. С 25 ноября 1902 года в 1-м Сунженско-Владикавказском полку.
Участник русско-японской войны 1904-05. 9 июня 1904 года переведён во 2-й Аргунский полк Забайкальского казачьего войска.
На 1-е января 1909 года подъесаул 1-го Сунженско-Владикавказского ген. Слепцова полка Терского казачьего войска.

С 1916 года полковник Татарского конного полка. 29 июня 1917 года постановлением Георгиевской Думы полка за бой у Калуша был награждён Георгиевским крестом 4-й степени за то, что 
лично руководил действиями полка под действительным пулемётным и орудийным огнём противника, ободряя всадников примером личной храбрости, в результате чего противнику не удалось завладеть гор. Калушем
 В январе 1918 года принимал участие в разоружении солдат Русской армии в Закавказье, что привело к Шамхорской резне. Эмигрировал в Германию. Умер от туберкулеза.
- Жена (с 1907 года) — Софья Николаевна Баратова (Бараташвили; 1884—1977). Сын — Николай (г.р.1908)

## Награды
- Орден Святого Станислава 3-й ст. с мечами и бантом  (1904)
- Орден Святой Анны 3-й ст. с мечами и бантом  (1906)
- Орден Святой Анны 2-й ст. с мечами  (1906)
- Высочайшее благоволение  (1915)
- Орден Святого Владимира 3-й ст.  (1917)
- Георгиевский крест 4-й ст. с лавровой веточкой  (1917, Временное правительство)